# Александар Сидски
Свети мученик Александар је пореклом био из града Сиде Памфилијске. Намесник цара Аурелијана упитао га ко је он и шта је? - на шта је Александар одговорио, да је он пастир стада Христовог. А где је то стадо Христово? - упитао га је намесник. Одговори Александар: "По целом свету живе људи које Христос Бог сазда, од којих они који верују у Њега, јесу овце Његове, а сви отпали од свога Створитеља, који робују створењима и направама руку људских, мртвим идолима, као ви, ти су отуђени од стада Његова, и на Страшном Суду Божјем поставиће се налево, са козама". Судија је наредио да га најпре бију воловским жилама, па онда баце у пећ огњену, али огањ му ништа не нашкоди. Потом је стругано месо с њега. Најзад је наредио намесник те су му главу одсекли. Хришћани верују да тек што је изрекао пресуду, судију ухватио зли дух и да је он побеснео. Урличући био је поведен своме богу, идолу, али успут ије преминуо. Пострадао је свети Александар између 270. и 275. године.
Српска православна црква слави га 15. марта по црквеном, а 28. марта по грегоријанском календару.